# Лонні Богонос
Лонні Богонос (англ. Lonny Bohonos; 20 травня 1973, Вінніпег, Манітоба) — канадський хокеїст, що грав на позиції крайнього нападника, виступав за команди ЗХЛ, АХЛ, НХЛ, Національної ліги А та Німецької хокейної ліги.

## Кар'єра гравця
Свою кар'єру почав в наймолодшій хокейній лізі WHL, там він став найкращим бомбардиром в 1994 році та потрапив на «олівець» скаутів Ванкувер Канакс‎, але спершу він грав за фарм-клуб «Канакс‎» в АХЛ «Сірак'юс Кранч», в сезоні 1995/96 років він зіграв лише 3 матчі за «Ванкувер». У сезоні 1997/98 він перейшов до Торонто Мейпл-Ліфс‎, попри це він все одно залишається гравцем фарм-клубів, у складі «Мейпл-Ліфс» він провів 13 матчів в яких набрав 9 очок (6+3).
Сезон 1999/2000 він провів у клубі АХЛ Манітоба Мус. У 2000 році він переїхав до Європи в Давос, де виступав за місцевий клуб у Національній лізі А протягом трьох років, а у 2004 році перейшов до ЦСК Лайонс. У сезоні 2001/02 він виграв чемпіонат Швейцарії та Кубок Шпенглера в 2000 і 2001 роках. 
У 2004/05 він відіграв за «Чикаго Вулвс» та переїхав в сезоні 2005/06 до Німецької хокейної ліги грав за «Адлер Мангейм», де отримав серйозну травму шийного відділу хребта, через що змушений був закінчити свою кар'єру.

## Нагороди та досягнення
- Боб Кларк Трофі — 1994.
- Бред Хонунг Трофі — 1994.
- В команді «Усіх зірок» Західної хокейної ліги — 1994.
- Перша команда зірок Канадської хокейної ліги — 1994.
- В команді «Усіх зірок» Кубка Шпенглера — 2000.
- Найкращий бомбардир Національної ліги А — 2001.
- Чемпіон Швейцарії у складі «Давосу» — 2002.
- Найкращий бомбардир плей-оф НЛА — 2002.
- В команді «Усіх зірок» Кубка Шпенглера — 2002.

## Статистика
| Сезон        | Клуб                    | Ліга         | Регулярний сезон | Регулярний сезон | Регулярний сезон | Регулярний сезон | Регулярний сезон | Плей-оф | Плей-оф | Плей-оф | Плей-оф | Плей-оф |
| Сезон        | Клуб                    | Ліга         | І                | Г                | П                | О                | ШХ               | І       | Г       | П       | О       | ШХ      |
| ------------ | ----------------------- | ------------ | ---------------- | ---------------- | ---------------- | ---------------- | ---------------- | ------- | ------- | ------- | ------- | ------- |
| 1990–91      | «Вінніпег Саут Блюз»    | МЮХЛ         | 46               | 33               | 22               | 55               | 70               | —       | —       | —       | —       | —       |
| 1991–92      | «Вінніпег Саут Блюз»    | МЮХЛ         | 40               | 53               | 36               | 89               | 42               | —       | —       | —       | —       | —       |
| 1991–92      | «Мус Джо Варріорс»      | ЗХЛ          | 8                | 1                | 1                | 2                | 0                | —       | —       | —       | —       | —       |
| 1992–93      | «Сієтл Тандербердс»     | ЗХЛ          | 46               | 13               | 13               | 26               | 27               | —       | —       | —       | —       | —       |
| 1992–93      | «Портленд Вінтер Гокс»  | ЗХЛ          | 27               | 20               | 17               | 37               | 16               | 15      | 8       | 13      | 21      | 19      |
| 1993–94      | «Портленд Вінтер Гокс»  | ЗХЛ          | 70               | 62               | 90               | 152              | 80               | 10      | 8       | 11      | 19      | 13      |
| 1994–95      | «Сірак'юс Кранч»        | АХЛ          | 67               | 30               | 45               | 75               | 71               | —       | —       | —       | —       | —       |
| 1995–96      | «Сірак'юс Кранч»        | АХЛ          | 74               | 40               | 39               | 79               | 82               | 16      | 14      | 8       | 22      | 16      |
| 1995–96      | «Ванкувер Канакс»       | НХЛ          | 3                | 0                | 1                | 1                | 0                | —       | —       | —       | —       | —       |
| 1996–97      | «Сірак'юс Кранч»        | АХЛ          | 41               | 22               | 30               | 52               | 28               | 3       | 2       | 2       | 4       | 4       |
| 1996–97      | «Ванкувер Канакс»       | НХЛ          | 36               | 11               | 11               | 22               | 10               | —       | —       | —       | —       | —       |
| 1997–98      | «Ванкувер Канакс»       | НХЛ          | 31               | 2                | 1                | 3                | 4                | —       | —       | —       | —       | —       |
| 1997–98      | «Сірак'юс Кранч»        | АХЛ          | 17               | 12               | 12               | 24               | 8                | —       | —       | —       | —       | —       |
| 1997–98      | «Сент-Джонс Мейпл-Ліфс» | АХЛ          | 11               | 7                | 9                | 16               | 10               | 2       | 1       | 1       | 2       | 2       |
| 1997–98      | «Торонто Мейпл-Ліфс»    | НХЛ          | 6                | 3                | 3                | 6                | 4                | —       | —       | —       | —       | —       |
| 1998–99      | «Сент-Джонс Мейпл-Ліфс» | АХЛ          | 70               | 34               | 48               | 82               | 40               | 5       | 2       | 4       | 6       | 2       |
| 1998–99      | «Торонто Мейпл-Ліфс»    | НХЛ          | 7                | 3                | 0                | 3                | 4                | 9       | 3       | 6       | 9       | 2       |
| 1999–2000    | «Манітоба Мус»          | ІХЛ          | 63               | 18               | 33               | 51               | 45               | 2       | 0       | 0       | 0       | 2       |
| 2000–01      | «Давос»                 | НЛА          | 43               | 28               | 32               | 60               | 42               | 4       | 0       | 1       | 1       | 2       |
| 2001–02      | «Давос»                 | НЛА          | 43               | 20               | 26               | 46               | 22               | 16      | 13      | 8       | 21      | 2       |
| 2002–03      | «Давос»                 | НЛА          | 44               | 22               | 21               | 43               | 46               | 17      | 3       | 7       | 10      | 16      |
| 2003–04      | «Давос»                 | НЛА          | 11               | 4                | 1                | 5                | 2                | —       | —       | —       | —       | —       |
| 2003–04      | «ЦСК Лайонс»            | НЛА          | 33               | 18               | 20               | 38               | 24               | 11      | 3       | 8       | 11      | 31      |
| 2004–05      | «Форт-Верт Брехмес»     | ЦХЛ          | 2                | 0                | 2                | 2                | 2                | —       | —       | —       | —       | —       |
| 2004–05      | «Чикаго Вулвс»          | АХЛ          | 62               | 20               | 37               | 57               | 18               | 18      | 3       | 9       | 12      | 6       |
| 2005–06      | «Адлер Мангейм»         | ДХЛ          | 19               | 4                | 9                | 13               | 20               | —       | —       | —       | —       | —       |
| Усього в АХЛ | Усього в АХЛ            | Усього в АХЛ | 342              | 165              | 220              | 385              | 257              | 44      | 22      | 24      | 46      | 30      |
| Усього в НХЛ | Усього в НХЛ            | Усього в НХЛ | 83               | 19               | 16               | 35               | 22               | 9       | 3       | 6       | 9       | 2       |
| Усього в НЛА | Усього в НЛА            | Усього в НЛА | 174              | 92               | 100              | 192              | 136              | 48      | 19      | 24      | 43      | 51      |